# Milford (Missouri)
Milford é uma vila localizada no estado americano de Missouri, no Condado de Barton.

## Demografia
Segundo o censo americano de 2000, a sua população era de 52 habitantes.
Em 2006, foi estimada uma população de 54, um aumento de 2 (3.8%).

## Geografia
De acordo com o United States Census Bureau tem uma área de
0,1 km², dos quais 0,1 km² cobertos por terra e 0,0 km² cobertos por água. Milford localiza-se a aproximadamente 281 m acima do nível do mar.

## Localidades na vizinhança
O diagrama seguinte representa as localidades num raio de 24 km ao redor de Milford.